# Yoo Seung-woo
Yoo Seung-woo (en coréen : 유승우, Yu Seung-u), stylisé en Yu Seung Woo, né le 26 février 1997, est un chanteur, parolier et guitariste sud-coréen. Il est connu pour être dans le top 6 de Superstar K4 diffusé sur Mnet. Le 3 mai 2012, Seung-Woo sort son clip pour "Hello", la chanson titre de son premier mini album, "The First Picnic". Il sort The First Picnic le 8 mai 2013. Un an plus tard, il sort le clip de "Hesitating Lips", la chanson phare de son second mini album Already 19 le 9 février 2014. Il étudie actuellement à la Seoul Music High School et est signé chez Starship Entertainment depuis 2015.

## Discographie

### Albums
| Yoo Seung Woo                                                                         | - Date de sortie: 4 septembre 2014 - Label: UK Muzik, CJ E&M - Format: CD, téléchargement | 15 | ... | COR: 1,499 |
| "—" signifie que le morceau ne s'est pas classé ou n'est pas sorti dans cette région. |                                                                                           |    |     |            |

### EPs
| Informations sur l'album | Tracklist |
| --- | --------- |
| The First Picnic - Date de sortie: 8 mai 2013 - Label: UK Muzik, CJ E&M - Format: CD, téléchargement                        | ...       |
| Already 19 - Date de sortie: 10 février 2014 - Label: UK Muzik, CJ E&M - Format: CD, digital download                       | ...       |
| Pit a Pat - Date de sortie: 2 février 2016 - Label: Starship Entertainment, LOEN Entertainment - Format: CD, téléchargement | ...       |

### Singles
| 2013                                                                                  | "헬로 (Hello)"                                     | 12 | — | 379,571+ | The First Picnic |
| 2013                                                                                  | "너와 나 (You and I)"                              | 19 | — | 350,443+ | The First Picnic |
| 2013                                                                                  | "유후 (U Who?) (ft. San E) "                       | 5  | — | 261,271+ | Already 19       |
| 2014                                                                                  | "입술이 밉다 (Hesitating Lips)"                    | 15 | — | 139,383+ | Already 19       |
| 2014                                                                                  | "밤이 아까워서 (Because The Night Is So Precious)" | 42 | — | 85,510+  | Yoo Seung Woo    |
| 2014                                                                                  | "나 말고 모두 다 (Everyone Else But Me)"           | —  | — | 22,322+  | Yoo Seung Woo    |
| 2015                                                                                  | "Take My Hand"                                     | —  | — | TBA      |                  |
| 2015                                                                                  | "You're Beautiful"                                 | 17 | — | 443,427+ |                  |
| 2016                                                                                  | "선 (45.7cm) (ft. Oohyo)"                          | 21 | — | 161,371+ | Pit a Pat        |
| 2016                                                                                  | "뭐 어때(feat.크루셜스타)(Whatever)"               | 33 | — | 96,308+  | Pit a Pat        |
| "—" signifie que le morceau ne s'est pas classé ou n'est pas sorti dans cette région. |                                                    |    |   |          |                  |

### Chansons participatives
| Année | Single                      | Album                           |
| ----- | --------------------------- | ------------------------------- |
| 2012  | "My Son" (Kim Gun Mo)       | Superstar K4 Top12 Part.1       |
| 2012  | "열정" (Se7en)              | Superstar K4 Top12 Part.2       |
| 2012  | "말하는 대로" (처진 달팽이) | Superstar K4 Top12 Part.3       |
| 2012  | "Butterfly" (Jason Mraz)    | Superstar K4 Top 12 Part.4      |
| 2012  | "Sing A Song"               | It's Top 12                     |
| 2014  | "니가 오는 날"              | Two Weeks OST Part. 3           |
| 2014  | "어떡하나요"                | Cunning Single Lady OST Part. 1 |
| 2014  | "사랑해 들리지가 않니"      | Jang Bori Is Here! OST Part 6   |
| 2014  | "I'll Give You My Life"     | The Technicians OST             |

### Collaborations
| Année | Single                                 | Autre(s) artiste(s) | Album                                |
| ----- | -------------------------------------- | ------------------- | ------------------------------------ |
| 2014  | "너 그리고 너"                         | Tarin               | Tarin’s Collaboration Project Part.1 |
| 2016  | "Summer Night’s Picnic (여름밤피크닉)" | Park Yoon-ha        | Jelly Box                            |
| 2016  | "What Is Love (사랑이 뭔데)"           | Seo Hyun-jin        | Another Oh Hae-young                 |

## Filmographie
| Année | Chaîne | Titre                     | Notes                                                                     |
| ----- | ------ | ------------------------- | ------------------------------------------------------------------------- |
| 2014  | Mnet   | Superstar K4              | Participant du Top 6                                                      |
| 2015  | KBS2   | You Hee-yeol's Sketchbook | Ep. 284                                                                   |
| 2016  | MBC    | King of Mask Singer       | Participant en tant que "Tightrope Life The King's Man" (épisodes 61, 62) |

## Récompenses
| Année | Cérémonie               | Catégorie                        | Travail nommé | Résultat   |
| ----- | ----------------------- | -------------------------------- | ------------- | ---------- |
| 2013  | Mnet Asian Music Awards | Meilleur nouvel artiste masculin | "Bad Girl"    | Nomination |
| 2017  | Mnet Asian Music Awards | Roi de chant                     | Tout chansons | Lauréat    |